# St. Michael (Köfering)

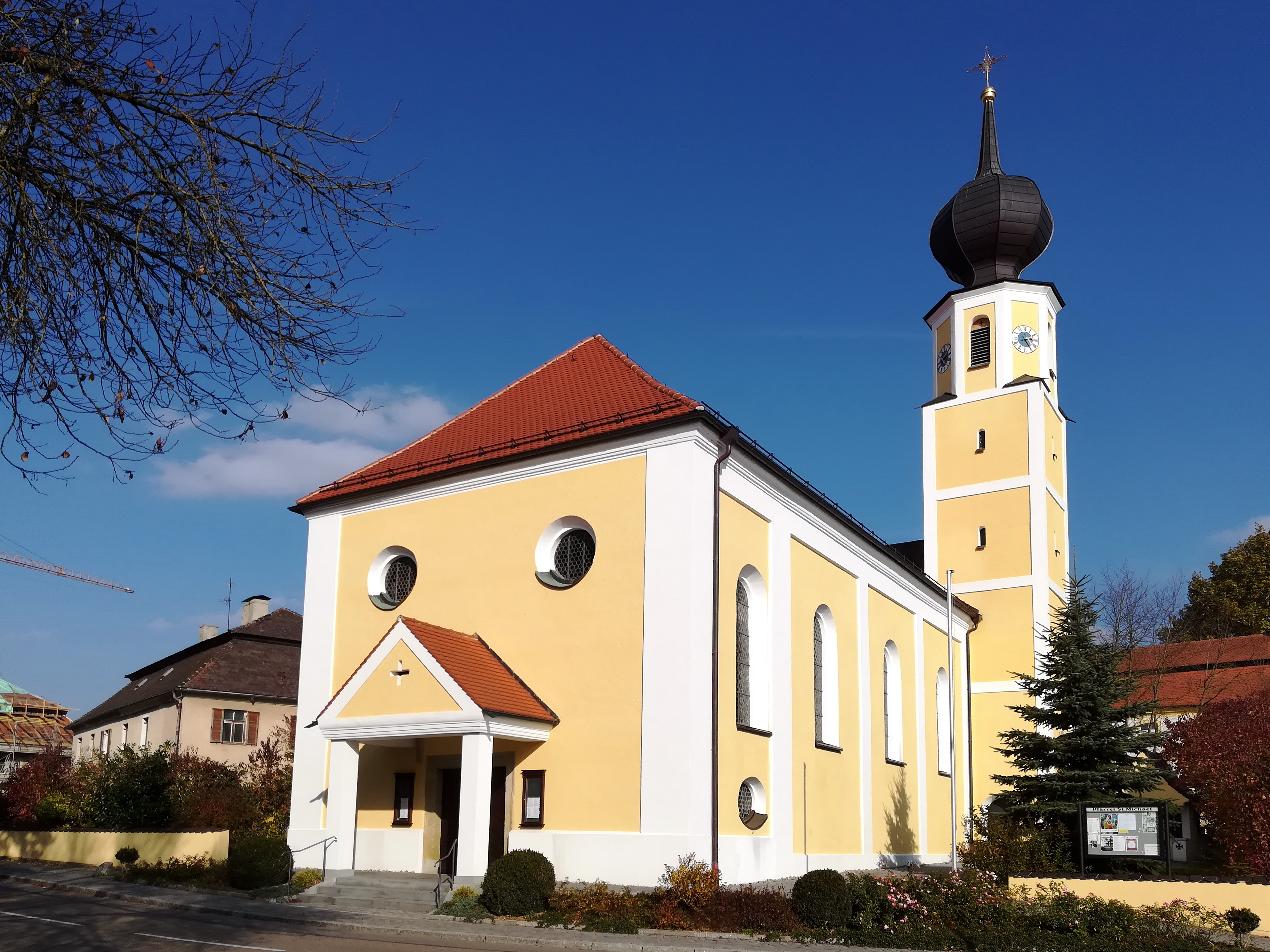
St. Michael in Köfering

Die römisch-katholische, denkmalgeschützte Pfarrkirche St. Michael steht in der Gemeinde Köfering im Landkreis Regensburg in der Oberpfalz. Die Kirche gehört zum Bistum Regensburg. Das Bauwerk ist unter der Denkmalnummer D-3-75-161-1 als Baudenkmal in die Bayerische Denkmalliste eingetragen.

## Beschreibung
Die Saalkirche wurde 1717 im Auftrag eines Grafen von Lerchenfeld, die seit 1569 ortsansässig sind, erbaut. Sie besteht aus einem Langhaus, an die nordseitig eine Grabkapelle anschließt, einem eingezogenen, dreiseitig geschlossenen Chor im Osten, und einem Chorflankenturm an dessen Südwand, von dem nur die unteren Geschosse des 1618 errichteten Vorgängerbaus erhalten blieben. Das Portal befindet sich in der Fassade an der Westseite. 1930 wurden das Langhaus nach Westen auf vier Joche erweitert und der Chorflankenturm mit einem achteckigen Geschoss, das die Turmuhr und den Glockenstuhl mit fünf Kirchenglocken beherbergt, aufgestockt und mit einer Zwiebelhaube bedeckt. Anlässlich der Renovierung in den 1960er Jahren wurden die Grabkapelle zweckentfremdet, der Zugang durch einen Beichtstuhl verstellt und die Gruft vermauert.